# Sommer-Paralympics 2012/Teilnehmer (Mongolei)
| stlisierte Goldmedaille | stlisierte Silbermedaille | stlisierte Bronzemedaille |
| ----------------------- | ------------------------- | ------------------------- |
| —                       | —                         | —                         |

Die Mongolei entsandte zu den Paralympischen Sommerspielen 2012 in London sechs Sportler – drei Frauen und drei Männer.

## Teilnehmer nach Sportart

### Bogenschießen
Frauen:
- Bujandschargalyn Ojun-Erdene
- Bjambasürengiin Dschawdsmaa

### Judo
Männer:
- Aadschimyn Mönchbat
- Daschtserengiin Ganbat

### Leichtathletik
Männer:
- Tschuluundordschiin Mönch-Erdene

### Schießen
Frauen:
- Tsedendaschiin Lchamsüren